# Amt Klingenberg
Das (Ober-)Amt Klingenberg (auch Amt Schwanfeld) war ein Amt des Hochstifts Würzburg.

## Funktion
In der Frühen Neuzeit bildeten Ämter eine Ebene zwischen den Gemeinden und der Landesherrschaft. Die Funktionen von Verwaltung und Rechtsprechung waren nicht getrennt. Dem Amt stand ein Amtmann vor, der von der Landesherrschaft eingesetzt wurde. Das Amt Klingenberg wurde im 18. Jahrhundert als Oberamt bezeichnet. Dies war lediglich eine Bezeichnung; eine Überordnung über andere Ämter war damit nicht verbunden. Es war gleichzeitig Zentamt, also Hochgerichtsbezirk.

## Geschichte
1401 verkaufte Bischof Johann von Egloffstein Schloss und Amt Klingenberg an Dietrich von Heidingsfeld, behielt sich aber das Einlöserecht vor. 1405 wurde das Pfand eingelöst, 1417 erfolgte jedoch die nächste Verpfändung an Wilhelm von Elma. 1457 wurde das Amt von Konrad von Rosenberg (der es von Elma erhalten hatte) eingelöst und 1477 an Eckard von Crailsheim verpfändet, bevor es endgültig eingelöst wurde.
Die Statistik des Hochstiftes Würzburg von 1699 nennt 407 Untertanen in 8 Dörfern. Als jährliche Einnahmen des Hochstiftes aus dem Amt wurden abgeführt: Schatzung: 115 Reichstaler, Akzise und Ungeld: 221 fl und Rauchpfund: 417 Pfund.
Der Amtssitz wurde 1792 in das benachbarte Schwanfeld verlegt.
Nach dem Übergang an Kurpfalz-Bayern 1802 wurde das Amt aufgelöst, die Orte wurden überwiegend dem Landgericht Volkach zugeordnet.

## Umfang
Am Ende des HRR bestand das Amt aus Schwanfeld, Gernach, Hirschfeld, Kolitzheim, Lindach, Ober- und Unterspiesheim, Stammheim, Wadenbrunn und Wipfeld.

## Cent Wipfeld
Die Cent Wipfeld umfasste Wipfeld, Obereisenheim, Untereisenheim, Schwanfeld, Klingenberg, Theilheim, Heiligenthal und Dächheim.
Auf das Centgericht weist die Flurbezeichnung Galgenäcker, die sich etwa 1000 Meter südwestlich der Kirche befindet, hin. Der Pranger befindet sich am Rathaus von Wipfeld.